# NGC 1491
NGC 1491 je emisní mlhovina v souhvězdí Persea. Objevil ji William Herschel 28. prosince 1790. Od Země je vzdálená přibližně 10 000 světelných let.

## Pozorování
Mlhovina leží v severovýchodní části souhvězdí asi 1,1° severozápadně od hvězdy nazvané λ Persei s magnitudou 4,3. Na východní straně mlhoviny je vidět hvězda 11. magnitudy, kterou mlhovina obepíná a díky které také mlhovina září.
Jasná část mlhoviny má rozměr 5′×4′, ale pomocí astrofotografie se dají zobrazit i vnější části mlhoviny, které mají celkový rozměr až 25′.
Mlhovina je viditelná i pomocí menších dalekohledů, které ji ukážou jako slabou mlhavou skvrnku blízko výše zmíněné hvězdy. Ve středně velkých dalekohledech je možné při větším zvětšení pozorovat její vějířovitý tvar.

## Vlastnosti
Mlhovina je od Země je vzdálená přibližně 10 000 světelných let. Pravděpodobně je členem OB asociace s názvem Camelopardalis OB3. Mlhovina obepíná hvězdu označovanou BD +7° 886 spektrální klasifikace O V, která je hlavním zdrojem její ionizace.